# Islandhund
Islandhund ist eine von der FCI anerkannte Hunderasse aus Island (FCI-Gruppe 5, Sektion 3, Standard Nr. 289). Seit 2010 wird die Rasse auch vom AKC anerkannt.

## Herkunft und Geschichtliches
Der Islandhund kam mit den Wikingern nach Island, erste Erwähnungen datieren um 880. 1898 wurde der erste Standard festgelegt, der sich aber mangels Interesse nicht durchsetzte. 1972 wurde er erneuert. Die isländische Bezeichnung ist „Íslenskur fjárhundur“ (ohne Artikel) bzw. „Íslenski fjárhundurinn“ mit Artikel. Die zurzeit von der FCI verwendete Bezeichnung „Islenskur fjárhundur“ ist nicht korrekt.

## Beschreibung
Der Islandhund ist die einzige Hunderasse mit Island als Ursprungsland. Er wird bis zu 46 cm groß. Alle Farben sind erlaubt, aber eine sollte vorherrschen. Es werden zwei Felltypen gezüchtet:
Kurzhaarig: Diese Variante hat mittellanges, ziemlich raues Deckhaar mit dichter, weicher Unterwolle.
Langhaarig: Das Deckhaar ist länger als bei der kurzhaarigen Variante, ziemlich rau, mit dichter, weicher Unterwolle.
Die Ohren sind aufrecht, von mittlerer Größe; dreieckig mit steifen Kanten und leicht abgerundeten Spitzen.
Die Rute ist hoch angesetzt, über dem Rücken geringelt, wobei dieser berührt wird.

## Wesen
Wie bei allen Hütehunden ist eine ausreichende körperliche und geistige Auslastung wichtig, damit der Islandhund ein ausgeglichener Familienhund sein kann. Islandhunde zeigen normalerweise kaum Jagdverhalten, jedoch ist die Rasse für ihre Bellfreudigkeit bekannt.
Da der Islandhund in seiner Funktion als Hütehund keine für die Herde gefährlichen Wildtiere vertreiben musste, wurde bei der Züchtung darauf geachtet, dass aggressives Verhalten aus der Rasse herausgezüchtet wurde. Gerade weil der Hund für die Kinder auf den weit verstreuten Höfen in Island oft der einzige Spielkamerad war, sollte die Rasse ein verträgliches und umgängliches Wesen besitzen. Dieses zeichnet auch den heutigen Islandhund aus.